# Европско првенство у рукомету 2022.
Петнаесто Европско првенство у рукомету одржано је у Мађарској и Словачкој. Утакмице су одигране у три мађарска града: Будимпешти, Дебрецину и Сегедину као и у два словачка града: Братислави и Кошицама. На првенству су учествовале 24 репрезентације, а турнир је одржан од 13. до 30. јануара. Финале је одржано у главном граду Мађарске, Будимпешти.

## Градови домаћини
| Будимпешта, Мађарска | Дебрецин, Мађарска | Сегедин, Мађарска |
| -------------------- | ------------------ | ----------------- |
| МВМ арена            | Феникс арена       | Пик арена         |
| Капацитет: 20.022    | Капацитет: 6.500   | Капацитет: 8.143  |
|                      |                    |                   |
| Братислава, Словачка | Кошице, Словачка   |                   |
| Арена Ондреј Непела  | Стил арена         |                   |
| Капацитет: 10.000    | Капацитет: 7900    |                   |
|                      |                    |                   |

## Квалификовани тимови
| Репрезентација      | Квалификован као                   | Датум квалификације | Прошла учешћа                                                                           |
| ------------------- | ---------------------------------- | ------------------- | --------------------------------------------------------------------------------------- |
| Мађарска            | Домаћин                            | 20. јун 2018.       | 12 (1994, 1996, 1998, 2004, 2006, 2008, 2010, 2012, 2014, 2016, 2018, 2020)             |
| Словачка            | Домаћин                            | 20. јун 2019.       | 3 (2006, 2008, 2012,)                                                                   |
| Шпанија             | финалист Европског првенства 2020. | 24. јануар 2010.    | 14 (1994, 1996, 1998, 2000, 2002, 2004, 2006, 2008, 2010, 2012, 2014, 2016, 2018, 2020) |
| Хрватска            | финалист Европског првенства 2020. | 24. јануар 2020.    | 14 (1994, 1996, 1998, 2000, 2002, 2004, 2006, 2008, 2010, 2012, 2014, 2016, 2018, 2020) |
| Немачка             | Побједник групе 2                  | 10. јануар 2021.    | 13 (1994, 1996, 1998, 2000, 2002, 2004, 2006, 2008, 2010, 2012, 2016, 2018, 2020)       |
| Србија              | Побједник групе 1                  | 8. фебруар 2021.    | 6 (2010, 2012, 2014, 2016, 2018, 2020)                                                  |
| Шведска             | Побједник групе 8                  | 28. април 2021.     | 13 (1994, 1996, 1998, 2000, 2002, 2004, 2008, 2010, 2012, 2014, 2016, 2018, 2020)       |
| Русија              | Побједник групе 3                  | 28. април 2021.     | 13 (1994, 1996, 1998, 2000, 2002, 2004, 2006, 2008, 2010, 2012, 2014, 2016, 2020)       |
| Северна Македонија  | Другопласирани групе 7             | 28. април 2021.     | 6 (1998, 2012, 2014, 2016, 2018, 2020)                                                  |
| Данска              | Побједник групе 7                  | 28. април 2021.     | 13 (1994, 1996, 2000, 2002, 2004, 2006, 2008, 2010, 2012, 2014, 2016, 2018, 2020)       |
| Француска           | Побједник групе 1                  | 29. април 2021.     | 14 (1994, 1996, 1998, 2000, 2002, 2004, 2006, 2008, 2010, 2012, 2014, 2016, 2018, 2020) |
| Норвешка            | Побједник групе 6                  | 29. април 2021.     | 9 (2000, 2006, 2008, 2010, 2012, 2014, 2016, 2018, 2020)                                |
| Исланд              | Другопласирани групе 4             | 29. април 2021.     | 11 (2000, 2002, 2004, 2006, 2008, 2010, 2012, 2014, 2016, 2018, 2020)                   |
| Португалија         | Побједник групе 4                  | 29. април 2021.     | 6 (1994, 2000, 2002, 2004, 2006, 2020)                                                  |
| Белорусија          | Другопласирани групе 6             | 29. април 2021.     | 6 (1994, 2008, 2014, 2016, 2018, 2020)                                                  |
| Словенија           | Побједник групе 5                  | 29. април 2021.     | 12 (1994, 1996, 2000, 2002, 2004, 2006, 2008, 2010, 2012, 2016, 2018, 2020)             |
| Холандија           | Другопласирани групе 5             | 29. април 2021.     | 1 (2020)                                                                                |
| Аустрија            | Другопласирани групе 2             | 2. мај 2021.        | 4 (2010, 2014, 2018, 2020)                                                              |
| Чешка               | Другопласирани групе 3             | 2. мај 2021.        | 10 (1996, 1998, 2002, 2004, 2008, 2010, 2012, 2014, 2018, 2020)                         |
| Црна Гора           | Другопласирани групе 8             | 2. мај 2021.        | 5 (2008, 2014, 2016, 2018,2020)                                                         |
| Босна и Херцеговина | Најбоље 4 трећепласиране           | 2. мај 2021.        | 1 (2020)                                                                                |
| Пољска              | Најбоље 4 трећепласиране           | 2. мај 2021.        | 9 (2002, 2004, 2006, 2008, 2010, 2012, 2014, 2016, 2020)                                |
| Украјина            | Најбоље 4 трећепласиране           | 2. мај 2021.        | 6 (2000, 2002, 2004, 2006, 2010, 2020)                                                  |
| Литванија           | Најбоље 4 трећепласиране           | 2. мај 2021.        | 1 (1998)                                                                                |

Напомена: Подебљане године указује на шампиона те године. Косе године указују на домаћина те године.

## Жријеб
Жријеб је одржан у Будимпешти 6. маја 2021.

### Шешири
| Шешир 1                                                             | Шешир 2                                                    | Шешир 3                                                                   | Шешир 4                                                                       |
| ------------------------------------------------------------------- | ---------------------------------------------------------- | ------------------------------------------------------------------------- | ----------------------------------------------------------------------------- |
| - Шпанија - Хрватска - Норвешка - Словенија - Немачка - Португалија | - Шведска - Мађарска - Русија - Данска - Србија - Аустрија | - Словачка - Белорусија - Исланд - Чешка - Француска - Северна Македонија | - Холандија - Црна Гора - Украјина - Пољска - Босна и Херцеговина - Литванија |

## Судије
Списак судија је објављен 10. септембра 2021. Накнадно је одабран још један пар судија 10. јануара 2022.
| Држава             | Судије                               |
| ------------------ | ------------------------------------ |
| Аустрија           | Радојко Бркић Андреј Јусуфхоџић      |
| Хрватска           | Матија Губица Борис Милошевић        |
| Чешка              | Ваклав Хорачек Јири Новотни          |
| Данска             | Мадс Хансен Јеспер Мадсен            |
| Француска          | Шарлот Бонавентура Жулие Бонавентура |
| Немачка            | Роберт Шулце Тобијас Тенис           |
| Мађарска           | Адам Биро Оливер Киш                 |
| Исланд             | Јонас Елиасон Антон Палсон           |
| Литванија          | Ваидас Мажеика Миндаугас Гателис     |
| Црна Гора          | Иван Павићевић Милош Ражнатовић      |
| Северна Македонија | Славе Николов Ђорђи Начевски         |

| Држава      | Судије                          |
| ----------- | ------------------------------- |
| Норвешка    | Ларс Јерум Ховард Клевен        |
| Португалија | Дуарте Сантош Рикардо Фонсека   |
| Румунија    | Богдан Старк Ромео Стефан       |
| Србија      | Ненад Николић Душан Стојковић   |
| Словачка    | Борис Мандак Марио Рудински     |
| Словенија   | Бојан Лах Давид Сок             |
| Шпанија     | Андреу Марин Игнасио Гарсија    |
| Шведска     | Мирза Куртагик Матијас Ветервик |
| Швајцарска  | Артур Брунер Морад Сала         |

## Прелиминарна рунда
Сва времена су локална (УТЦ+1)
Легенда: О — одиграно утакмица, П — побједа, Н — нерјешено, И — изгубљено, ГД — голова дато, ГП — голова примљено, ГР — Гол-разлика

### Група А
| Поз. | Репрезентација     | О | П | Н | И | ГД | ГП | ГР  | Бод. | Квалификација |
| ---- | ------------------ | - | - | - | - | -- | -- | --- | ---- | ------------- |
| 1.   | Данска             | 3 | 3 | 0 | 0 | 95 | 65 | +30 | 6    | Главна рунда  |
| 2.   | Црна Гора          | 3 | 2 | 0 | 1 | 82 | 86 | -4  | 4    | Главна рунда  |
| 3.   | Словенија          | 3 | 1 | 0 | 2 | 82 | 92 | −10 | 2    |               |
| 4.   | Северна Македонија | 3 | 0 | 0 | 3 | 70 | 86 | −16 | 0    |               |

| 13. јануар 2022. 18:00 | Словенија | 27 : 25   | Северна Македонија | Феникс арена, Дебрецин Гледалаца: 2.034 Судије: Бркић, Јусуфхоџић (АУТ) |
| 13. јануар 2022. 18:00 | Доленац 5 | (13 : 10) | Ц. Кузмановски 8   | Феникс арена, Дебрецин Гледалаца: 2.034 Судије: Бркић, Јусуфхоџић (АУТ) |
| 13. јануар 2022. 18:00 | 6× 1×     | Детаљи    | 2×                 | Феникс арена, Дебрецин Гледалаца: 2.034 Судије: Бркић, Јусуфхоџић (АУТ) |

| 13. јануар 2022. 20:30 | Данска       | 30 : 21   | Црна Гора    | Феникс арена, Дебрецин Гледалаца: 2.142 Судије: Старк, Стефан (РУМ) |
| 13. јануар 2022. 20:30 | М. Хансен 10 | (18 : 10) | Б. Вујовић 7 | Феникс арена, Дебрецин Гледалаца: 2.142 Судије: Старк, Стефан (РУМ) |
| 13. јануар 2022. 20:30 | 4×           | Детаљи    | 5× 1×        | Феникс арена, Дебрецин Гледалаца: 2.142 Судије: Старк, Стефан (РУМ) |

| 15. јануар 2022. 18:00 | Северна Македонија | 24:28   | Црна Гора             | Феникс арена, Дебрецин Гледалаца: 2.625 Судије: Гателис, Мажеика (ЛИТ) |
| 15. јануар 2022. 18:00 | Велковски 6        | (16:17) | Анђелић, М. Вујовић 6 | Феникс арена, Дебрецин Гледалаца: 2.625 Судије: Гателис, Мажеика (ЛИТ) |
| 15. јануар 2022. 18:00 | 2× 1×              | Детаљи  | 5×                    | Феникс арена, Дебрецин Гледалаца: 2.625 Судије: Гателис, Мажеика (ЛИТ) |

| 15. јануар 2022. 20:30 | Словенија   | 23:34   | Данска      | Феникс арена, Дебрецин Гледалаца: 3.812 Судије: Марин, Гарсиа (ШПА) |
| 15. јануар 2022. 20:30 | Мачковшек 6 | (14:16) | М. Хансен 8 | Феникс арена, Дебрецин Гледалаца: 3.812 Судије: Марин, Гарсиа (ШПА) |
| 15. јануар 2022. 20:30 | 5×          | Детаљи  | 4× 1×       | Феникс арена, Дебрецин Гледалаца: 3.812 Судије: Марин, Гарсиа (ШПА) |

| 17. јануар 2022. 18:00 | Црна Гора    | 33:32   | Словенија         | Феникс арена, Дебрецин Гледалаца: 1.203 Судије: Куртагик, Ветервик (ШВЕ) |
| 17. јануар 2022. 18:00 | Б. Вујовић 9 | (16:19) | Доленац, Кодрин 6 | Феникс арена, Дебрецин Гледалаца: 1.203 Судије: Куртагик, Ветервик (ШВЕ) |
| 17. јануар 2022. 18:00 | 6× 1×        | Детаљи  | 5× 1×             | Феникс арена, Дебрецин Гледалаца: 1.203 Судије: Куртагик, Ветервик (ШВЕ) |

| 17. јануар 2022. 20:30 | Северна Македонија | 21:31   | Данска      | Феникс арена, Дебрецин Гледалаца: 1.561 Судије: Мандак, Рудински (СВК) |
| 17. јануар 2022. 20:30 | Пешевски 6         | (11:15) | Киркелоке 9 | Феникс арена, Дебрецин Гледалаца: 1.561 Судије: Мандак, Рудински (СВК) |
| 17. јануар 2022. 20:30 | 3×                 | Детаљи  | 2× 1×       | Феникс арена, Дебрецин Гледалаца: 1.561 Судије: Мандак, Рудински (СВК) |

### Група Б
| Поз. | Репрезентација | О | П | Н | И | ГД | ГП | ГР | Бод. | Квалификација |
| ---- | -------------- | - | - | - | - | -- | -- | -- | ---- | ------------- |
| 1.   | Исланд         | 3 | 3 | 0 | 0 | 88 | 82 | +6 | 6    | Главна рунда  |
| 2.   | Холандија      | 3 | 2 | 0 | 1 | 91 | 88 | +3 | 4    | Главна рунда  |
| 3.   | Мађарска (Д)   | 3 | 1 | 0 | 2 | 89 | 92 | −3 | 2    |               |
| 4.   | Португалија    | 3 | 0 | 0 | 3 | 85 | 91 | −6 | 0    |               |

| 13. јануар 2022. 20:30 | Мађарска | 28 : 31   | Холандија | МВМ арена, Будимпешта Гледалаца: 20.022 Судије: Куртагик, Ветервик (ШВЕ) |
| 13. јануар 2022. 20:30 | Лекаи 8  | (10 : 13) | Смитс 11  | МВМ арена, Будимпешта Гледалаца: 20.022 Судије: Куртагик, Ветервик (ШВЕ) |
| 13. јануар 2022. 20:30 | 5× 1×    | Детаљи    | 5× 1×     | МВМ арена, Будимпешта Гледалаца: 20.022 Судије: Куртагик, Ветервик (ШВЕ) |

| 14. јануар 2022. 20:30 | Португалија        | 24 : 28   | Исланд      | МВМ арена, Будимпешта Гледалаца: 6.205 Судије: Шулце, Тенис (ЊЕМ) |
| 14. јануар 2022. 20:30 | Турица, Р. Силва 4 | (10 : 14) | Гудјонсон 5 | МВМ арена, Будимпешта Гледалаца: 6.205 Судије: Шулце, Тенис (ЊЕМ) |
| 14. јануар 2022. 20:30 | 4× 2×              | Детаљи    | 4× 1×       | МВМ арена, Будимпешта Гледалаца: 6.205 Судије: Шулце, Тенис (ЊЕМ) |

| 16. јануар 2022. 18:00 | Португалија     | 30:31   | Мађарска | МВМ арена, Будимпешта Гледалаца: 20.022 Судије: Хорачек, Новотни (ЧЕШ) |
| 16. јануар 2022. 18:00 | три играча по 5 | (15:14) | Матхе 8  | МВМ арена, Будимпешта Гледалаца: 20.022 Судије: Хорачек, Новотни (ЧЕШ) |
| 16. јануар 2022. 18:00 | 6× 1×           | Детаљи  | 6×       | МВМ арена, Будимпешта Гледалаца: 20.022 Судије: Хорачек, Новотни (ЧЕШ) |

| 16. јануар 2022. 20:30 | Исланд      | 29:28   | Холандија | МВМ арена, Будимпешта Гледалаца: 14.587 Судије: Бркић, Јусуфхођић (АУТ) |
| 16. јануар 2022. 20:30 | Гудјонсон 8 | (15:13) | Смитс 13  | МВМ арена, Будимпешта Гледалаца: 14.587 Судије: Бркић, Јусуфхођић (АУТ) |
| 16. јануар 2022. 20:30 | 7× 1×       | Детаљи  | 6×        | МВМ арена, Будимпешта Гледалаца: 14.587 Судије: Бркић, Јусуфхођић (АУТ) |

| 18. јануар 2022. 18:00 | Исланд   | 31:30   | Мађарска  | МВМ арена, Будимпешта Гледалаца: 20.022 Судије: Марин, Гарсија (ШПА) |
| 18. јануар 2022. 18:00 | Елисон 9 | (17:17) | Банхиди 6 | МВМ арена, Будимпешта Гледалаца: 20.022 Судије: Марин, Гарсија (ШПА) |
| 18. јануар 2022. 18:00 | 6× 1×    | Детаљи  | 6× 2× 1×  | МВМ арена, Будимпешта Гледалаца: 20.022 Судије: Марин, Гарсија (ШПА) |

| 18. јануар 2022. 20:30 | Холандија | 32:31   | Португалија | МВМ арена, Будимпешта Гледалаца: 11.287 Судије: Јерум, Клевен (НОР) |
| 18. јануар 2022. 20:30 | Смитс 7   | (17:13) | Турица 7    | МВМ арена, Будимпешта Гледалаца: 11.287 Судије: Јерум, Клевен (НОР) |
| 18. јануар 2022. 20:30 | 5× 1×     | Детаљи  | 7× 1×       | МВМ арена, Будимпешта Гледалаца: 11.287 Судије: Јерум, Клевен (НОР) |

### Група Ц
| Поз. | Репрезентација | О | П | Н | И | ГД | ГП  | ГР  | Бод. | Квалификација |
| ---- | -------------- | - | - | - | - | -- | --- | --- | ---- | ------------- |
| 1.   | Француска      | 3 | 3 | 0 | 0 | 92 | 70  | +22 | 6    | Главна рунда  |
| 2.   | Хрватска       | 3 | 2 | 0 | 1 | 83 | 72  | +11 | 4    | Главна рунда  |
| 3.   | Србија         | 3 | 1 | 0 | 2 | 76 | 75  | +1  | 2    |               |
| 4.   | Украјина       | 3 | 0 | 0 | 3 | 71 | 105 | −34 | 0    |               |

| 13. јануар 2022. 18:00 | Србија  | 31 : 23   | Украјина | Пик арена, Сегед Судије: Јерум, Клевен (НОР) |
| 13. јануар 2022. 18:00 | Кукић 7 | (17 : 11) | Хориха 6 | Пик арена, Сегед Судије: Јерум, Клевен (НОР) |
| 13. јануар 2022. 18:00 | 3× 1×   | Детаљи    | 6× 1×    | Пик арена, Сегед Судије: Јерум, Клевен (НОР) |

| 13. јануар 2022. 20:30 | Хрватска | 22 : 27   | Француска | Пик арена, Сегед Гледалаца: 7.783 Судије: Хорачек, Новотни (ЧЕШ) |
| 13. јануар 2022. 20:30 | Чупић 6  | (11 : 13) | Дескат 7  | Пик арена, Сегед Гледалаца: 7.783 Судије: Хорачек, Новотни (ЧЕШ) |
| 13. јануар 2022. 20:30 | 2× 3× 1× | Детаљи    | 7× 1×     | Пик арена, Сегед Гледалаца: 7.783 Судије: Хорачек, Новотни (ЧЕШ) |

| 15. јануар 2022. 18:00 | Француска | 36:23   | Украјина | Пик арена, Сегед Гледалаца: 8.143 Судије: Мандек, Рудински (СВК) |
| 15. јануар 2022. 18:00 | Нахи 5    | (17:11) | Хориха 7 | Пик арена, Сегед Гледалаца: 8.143 Судије: Мандек, Рудински (СВК) |
| 15. јануар 2022. 18:00 | 4× 1×     | Детаљи  | 2× 1×    | Пик арена, Сегед Гледалаца: 8.143 Судије: Мандек, Рудински (СВК) |

| 15. јануар 2022. 20:30 | Хрватска            | 23:20  | Србија        | Пик арена, Сегед Гледалаца: 8.143 Судије: Шулце, Тенис (ЊЕМ) |
| 15. јануар 2022. 20:30 | Чупић, Мартиновић 6 | (11:9) | Радивојевић 5 | Пик арена, Сегед Гледалаца: 8.143 Судије: Шулце, Тенис (ЊЕМ) |
| 15. јануар 2022. 20:30 | 6× 1×               | Детаљи | 4× 1×         | Пик арена, Сегед Гледалаца: 8.143 Судије: Шулце, Тенис (ЊЕМ) |

| 17. јануар 2022. 18:00 | Украјина    | 25:38   | Хрватска            | Пик арена, Сегед Гледалаца: 4.038 Судије: Старк, Стефан (РУМ) |
| 17. јануар 2022. 18:00 | Артеменко 5 | (13:18) | Мартиновић, Шипић 7 | Пик арена, Сегед Гледалаца: 4.038 Судије: Старк, Стефан (РУМ) |
| 17. јануар 2022. 18:00 | 5× 1×       | Детаљи  | 5× 1×               | Пик арена, Сегед Гледалаца: 4.038 Судије: Старк, Стефан (РУМ) |

| 17. јануар 2022. 20:30 | Француска | 29:25  | Србија        | Пик арена, Сегед Гледалаца: 4.038 Судије: Мажеика, Гателис (ЛИТ) |
| 17. јануар 2022. 20:30 | Мае 6     | (16:7) | Радивојевић 7 | Пик арена, Сегед Гледалаца: 4.038 Судије: Мажеика, Гателис (ЛИТ) |
| 17. јануар 2022. 20:30 | 5×        | Детаљи | 4×            | Пик арена, Сегед Гледалаца: 4.038 Судије: Мажеика, Гателис (ЛИТ) |

### Група Д
| Поз. | Репрезентација | О | П | Н | И | ГД | ГП | ГР  | Бод. | Квалификација |
| ---- | -------------- | - | - | - | - | -- | -- | --- | ---- | ------------- |
| 1.   | Немачка        | 3 | 3 | 0 | 0 | 97 | 81 | +16 | 6    | Главна рунда  |
| 2.   | Пољска         | 3 | 2 | 0 | 1 | 88 | 81 | +7  | 4    | Главна рунда  |
| 3.   | Белорусија     | 3 | 1 | 0 | 2 | 78 | 88 | −10 | 2    |               |
| 4.   | Аустрија       | 3 | 0 | 0 | 3 | 86 | 99 | −13 | 0    |               |

| 14. јануар 2022. 18:00 | Немачка         | 33 : 29   | Белорусија        | Арена Ондреј Непела, Братислава Гледалаца: 1.271 Судије: Лах, Сок (СЛО) |
| 14. јануар 2022. 18:00 | Хефнер, Шилер 8 | (17 : 18) | Кулеш, Ваилупов 7 | Арена Ондреј Непела, Братислава Гледалаца: 1.271 Судије: Лах, Сок (СЛО) |
| 14. јануар 2022. 18:00 | 5× 1×           | Детаљи    | 5× 1×             | Арена Ондреј Непела, Братислава Гледалаца: 1.271 Судије: Лах, Сок (СЛО) |

| 14. јануар 2022. 20:30 | Аустрија | 31 : 36   | Пољска   | Арена Ондреј Непела, Братислава Гледалаца: 1.530 Судије: Хансен, Мадсен (ДАН) |
| 14. јануар 2022. 20:30 | Фримел 8 | (14 : 17) | Морито 9 | Арена Ондреј Непела, Братислава Гледалаца: 1.530 Судије: Хансен, Мадсен (ДАН) |
| 14. јануар 2022. 20:30 | 5×       | Детаљи    | 2× 1×    | Арена Ондреј Непела, Братислава Гледалаца: 1.530 Судије: Хансен, Мадсен (ДАН) |

| 16. јануар 2022. 18:00 | Немачка    | 34:29   | Аустрија | Арена Ондреј Непела, Братислава Гледалаца: 1.485 Судије: Губица, Милошевић (ХРВ) |
| 16. јануар 2022. 18:00 | Кастениг 9 | (15:16) | Фримел 9 | Арена Ондреј Непела, Братислава Гледалаца: 1.485 Судије: Губица, Милошевић (ХРВ) |
| 16. јануар 2022. 18:00 | 4×         | Детаљи  | 4×       | Арена Ондреј Непела, Братислава Гледалаца: 1.485 Судије: Губица, Милошевић (ХРВ) |

| 16. јануар 2022. 20:30 | Белорусија | 20:29   | Пољска      | Арена Ондреј Непела, Братислава Гледалаца: 2.500 Судије: Бонавентура, Бонавентура (ФРА) |
| 16. јануар 2022. 20:30 | Ваилупов 5 | (11:14) | Крајевски 7 | Арена Ондреј Непела, Братислава Гледалаца: 2.500 Судије: Бонавентура, Бонавентура (ФРА) |
| 16. јануар 2022. 20:30 | 4×         | Детаљи  | 1×          | Арена Ондреј Непела, Братислава Гледалаца: 2.500 Судије: Бонавентура, Бонавентура (ФРА) |

| 18. јануар 2022. 18:00 | Пољска   | 23:30   | Немачка    | Арена Ондреј Непела, Братислава Гледалаца: 1.076 Судије: Начевски, Николов (МКД) |
| 18. јануар 2022. 18:00 | Морито 7 | (12:15) | Стеинерт 9 | Арена Ондреј Непела, Братислава Гледалаца: 1.076 Судије: Начевски, Николов (МКД) |
| 18. јануар 2022. 18:00 | 5× 1×    | Детаљи  | 6× 1×      | Арена Ондреј Непела, Братислава Гледалаца: 1.076 Судије: Начевски, Николов (МКД) |

| 18. јануар 2022. 20:30 | Белорусија | 29:26   | Аустрија  | Арена Ондреј Непела, Братислава Гледалаца: 835 Судије: Мандак, Рудински (СВК) |
| 18. јануар 2022. 20:30 | Ваилупов 8 | (16:16) | Божовић 7 | Арена Ондреј Непела, Братислава Гледалаца: 835 Судије: Мандак, Рудински (СВК) |
| 18. јануар 2022. 20:30 | 2×         | Детаљи  | 5×        | Арена Ондреј Непела, Братислава Гледалаца: 835 Судије: Мандак, Рудински (СВК) |

### Група Е
| Поз. | Репрезентација      | О | П | Н | И | ГД | ГП | ГР  | Бод. | Квалификација |
| ---- | ------------------- | - | - | - | - | -- | -- | --- | ---- | ------------- |
| 1.   | Шпанија             | 3 | 3 | 0 | 0 | 88 | 78 | +10 | 6    | Главна рунда  |
| 2.   | Шведска             | 3 | 1 | 1 | 1 | 85 | 77 | +8  | 3    | Главна рунда  |
| 3.   | Чешка               | 3 | 1 | 1 | 1 | 80 | 74 | +6  | 3    |               |
| 4.   | Босна и Херцеговина | 3 | 0 | 0 | 3 | 61 | 85 | −24 | 0    |               |

| 13. јануар 2022. 18:00 | Шпанија    | 28:26     | Чешка    | Арена Ондреј Непела, Братислава Гледалаца: 1.173 Судије: Павићевић, Ражнатовић (ЦГ) |
| 13. јануар 2022. 18:00 | Гурбиндо 6 | (14 : 11) | Хрстка 6 | Арена Ондреј Непела, Братислава Гледалаца: 1.173 Судије: Павићевић, Ражнатовић (ЦГ) |
| 13. јануар 2022. 18:00 | 2× 1×      | Детаљи    | 7× 2×    | Арена Ондреј Непела, Братислава Гледалаца: 1.173 Судије: Павићевић, Ражнатовић (ЦГ) |

| 13. јануар 2022. 20:30 | Шведска | 30 : 18   | Босна и Херцеговина | Арена Ондреј Непела, Братислава Гледалаца: 1.268 Судије: Биро, Киш (МАЂ) |
| 13. јануар 2022. 20:30 | Ване 6  | (17 : 11) | Бурић 4             | Арена Ондреј Непела, Братислава Гледалаца: 1.268 Судије: Биро, Киш (МАЂ) |
| 13. јануар 2022. 20:30 | 1×      | Детаљи    | 4× 1×               | Арена Ондреј Непела, Братислава Гледалаца: 1.268 Судије: Биро, Киш (МАЂ) |

| 15. јануар 2022. 18:00 | Чешка   | 27:19  | Босна и Херцеговина | Арена Ондреј Непела, Братислава Гледалаца: 1.994 Судије: Бонавентура, Бонавентура (ФРА) |
| 15. јануар 2022. 18:00 | Клима 8 | (12:9) | Хамидовић 5         | Арена Ондреј Непела, Братислава Гледалаца: 1.994 Судије: Бонавентура, Бонавентура (ФРА) |
| 15. јануар 2022. 18:00 | 4× 1×   | Детаљи | 5× 1×               | Арена Ондреј Непела, Братислава Гледалаца: 1.994 Судије: Бонавентура, Бонавентура (ФРА) |

| 15. јануар 2022. 20:30 | Шпанија | 32:28   | Шведска | Арена Ондреј Непела, Братислава Гледалаца: 2.159 Судије: Брунер, Салах (ШВА) |
| 15. јануар 2022. 20:30 | Перез 8 | (17:14) | Ване 8  | Арена Ондреј Непела, Братислава Гледалаца: 2.159 Судије: Брунер, Салах (ШВА) |
| 15. јануар 2022. 20:30 | 4×      | Детаљи  | 3× 1×   | Арена Ондреј Непела, Братислава Гледалаца: 2.159 Судије: Брунер, Салах (ШВА) |

| 17. јануар 2022. 18:00 | Босна и Херцеговина | 24:28   | Шпанија  | Арена Ондреј Непела, Братислава Судије: Лах, Сок (СЛО) |
| 17. јануар 2022. 18:00 | Карачић 6           | (14:12) | Касадо 7 | Арена Ондреј Непела, Братислава Судије: Лах, Сок (СЛО) |
| 17. јануар 2022. 18:00 | 6×                  | Детаљи  | 2×       | Арена Ондреј Непела, Братислава Судије: Лах, Сок (СЛО) |

| 17. јануар 2022. 20:30 | Чешка          | 27:27   | Шведска        | Арена Ондреј Непела, Братислава Гледалаца: 1.368 Судије: Губица, Милошевић (ХРВ) |
| 17. јануар 2022. 20:30 | Бабак, Пироћ 5 | (11:12) | Сандел, Ване 5 | Арена Ондреј Непела, Братислава Гледалаца: 1.368 Судије: Губица, Милошевић (ХРВ) |
| 17. јануар 2022. 20:30 | 4× 1×          | Детаљи  | 3× 1×          | Арена Ондреј Непела, Братислава Гледалаца: 1.368 Судије: Губица, Милошевић (ХРВ) |

### Група Ф
| Поз. | Репрезентација | О | П | Н | И | ГД | ГП | ГР  | Бод. | Квалификација |
| ---- | -------------- | - | - | - | - | -- | -- | --- | ---- | ------------- |
| 1.   | Русија         | 3 | 3 | 0 | 0 | 88 | 76 | +12 | 6    | Главна рунда  |
| 2.   | Норвешка       | 3 | 2 | 0 | 1 | 92 | 77 | +15 | 4    | Главна рунда  |
| 3.   | Словачка (Д)   | 3 | 1 | 0 | 2 | 83 | 97 | −14 | 2    |               |
| 4.   | Литванија      | 3 | 0 | 0 | 3 | 82 | 95 | −13 | 0    |               |

| 13. јануар 2022. 18:00 | Русија      | 29:27    | Литванија    | Стил арена, Кошице Гледалаца: 902 Судије: Елиасон, Палсон (ИСЛ) |
| 13. јануар 2022. 18:00 | Косоротов 9 | (14 : 9) | Мелашинкас 5 | Стил арена, Кошице Гледалаца: 902 Судије: Елиасон, Палсон (ИСЛ) |
| 13. јануар 2022. 18:00 | 6× 1×       | Детаљи   | 3× 1×        | Стил арена, Кошице Гледалаца: 902 Судије: Елиасон, Палсон (ИСЛ) |

| 13. јануар 2022. 20:30 | Норвешка | 35 : 25   | Словачка | Стил арена, Кошице Гледалаца: 1.568 Судије: Брунер, Салах (ШВА) |
| 13. јануар 2022. 20:30 | Тофт 5   | (15 : 11) | Урбан 6  | Стил арена, Кошице Гледалаца: 1.568 Судије: Брунер, Салах (ШВА) |
| 13. јануар 2022. 20:30 | 5× 1×    | Детаљи    | 2× 1×    | Стил арена, Кошице Гледалаца: 1.568 Судије: Брунер, Салах (ШВА) |

| 15. јануар 2022. 18:00 | Словачка | 31:26  | Литванија    | Стил арена, Кошице Гледалаца: 1.504 Судије: Николов, Начевски (МКД) |
| 15. јануар 2022. 18:00 | Урбан 7  | (15:8) | Мелашинкас 8 | Стил арена, Кошице Гледалаца: 1.504 Судије: Николов, Начевски (МКД) |
| 15. јануар 2022. 18:00 | 8× 1×    | Детаљи | 4×           | Стил арена, Кошице Гледалаца: 1.504 Судије: Николов, Начевски (МКД) |

| 15. јануар 2022. 20:30 | Норвешка   | 22:23   | Русија     | Стил арена, Кошице Гледалаца: 1.967 Судије: Павићевић, Ражнатовић (ЦГ) |
| 15. јануар 2022. 20:30 | Бартхолд 7 | (12:14) | Житњиков 7 | Стил арена, Кошице Гледалаца: 1.967 Судије: Павићевић, Ражнатовић (ЦГ) |
| 15. јануар 2022. 20:30 | 4× 3×      | Детаљи  | 4× 1×      | Стил арена, Кошице Гледалаца: 1.967 Судије: Павићевић, Ражнатовић (ЦГ) |

| 17. јануар 2022. 18:00 | Словачка | 27:36  | Русија      | Стил арена, Кошице Гледалаца: 1.290 Судије: Хнасен, Мадсен (ДАН) |
| 17. јануар 2022. 18:00 | Прокоп 8 | (9:19) | Косоротов 7 | Стил арена, Кошице Гледалаца: 1.290 Судије: Хнасен, Мадсен (ДАН) |
| 17. јануар 2022. 18:00 | 4×       | Детаљи |             | Стил арена, Кошице Гледалаца: 1.290 Судије: Хнасен, Мадсен (ДАН) |

| 17. јануар 2022. 20:30 | Литванија    | 29:35   | Норвешка            | Стил арена, Кошице Гледалаца: 1.705 Судије: Биро, Киш (МАЂ) |
| 17. јануар 2022. 20:30 | Мелашинкас 8 | (16:16) | Бартхолд, Сагосен 7 | Стил арена, Кошице Гледалаца: 1.705 Судије: Биро, Киш (МАЂ) |
| 17. јануар 2022. 20:30 | 5×           | Детаљи  | 2×                  | Стил арена, Кошице Гледалаца: 1.705 Судије: Биро, Киш (МАЂ) |

## Главна рунда

### Група I
| Поз. | Репрезентација | О | П | Н | И | ГД  | ГП  | ГР  | Бод. | Квалификација           |
| ---- | -------------- | - | - | - | - | --- | --- | --- | ---- | ----------------------- |
| 1.   | Француска      | 5 | 4 | 0 | 1 | 148 | 131 | +17 | 8    | Полуфинале              |
| 2.   | Данска         | 5 | 4 | 0 | 1 | 149 | 123 | +26 | 8    | Полуфинале              |
| 3.   | Исланд         | 5 | 3 | 0 | 2 | 138 | 124 | +14 | 6    | Утакмица за пето мјесто |
| 4.   | Хрватска       | 5 | 1 | 1 | 3 | 124 | 136 | -12 | 3    |                         |
| 5.   | Холандија      | 5 | 1 | 1 | 3 | 137 | 156 | -19 | 3    |                         |
| 6.   | Црна Гора      | 5 | 1 | 0 | 4 | 134 | 160 | -26 | 2    |                         |

| 20. јануар 2022. 15:30 | Црна Гора                | 32:26  | Хрватска | МВМ арена, Будимпешта Гледалаца: 5.037 Судије: Јерум, Клевен (НОР) |
| 20. јануар 2022. 15:30 | Б. Вујовић, М. Вујовић 7 | (15:9) | Чупић 7  | МВМ арена, Будимпешта Гледалаца: 5.037 Судије: Јерум, Клевен (НОР) |
| 20. јануар 2022. 15:30 | 6×                       | Детаљи | 3×       | МВМ арена, Будимпешта Гледалаца: 5.037 Судије: Јерум, Клевен (НОР) |

| 20. јануар 2022. 18:00 | Француска | 34:24   | Холандија       | МВМ арена, Будимпешта Гледалаца: 5.055 Судије: Шулце, Тенис (НЕМ) |
| 20. јануар 2022. 18:00 | Мин 8     | (15:12) | Баиенс, Смитс 4 | МВМ арена, Будимпешта Гледалаца: 5.055 Судије: Шулце, Тенис (НЕМ) |
| 20. јануар 2022. 18:00 | 6× 1×     | Детаљи  | 4× 1×           | МВМ арена, Будимпешта Гледалаца: 5.055 Судије: Шулце, Тенис (НЕМ) |

| 20. јануар 2022. 20:30 | Данска   | 28:24   | Исланд     | МВМ арена, Будимпешта Гледалаца: 5.060 Судије: Куртагик, Ветервик (ШВЕ) |
| 20. јануар 2022. 20:30 | Гидсел 9 | (17:14) | Магнусон 8 | МВМ арена, Будимпешта Гледалаца: 5.060 Судије: Куртагик, Ветервик (ШВЕ) |
| 20. јануар 2022. 20:30 | 4× 1×    | Детаљи  | 6× 1×      | МВМ арена, Будимпешта Гледалаца: 5.060 Судије: Куртагик, Ветервик (ШВЕ) |

| 22. јануар 2022. 15:30 | Црна Гора          | 30:34   | Холандија | МВМ арена, Будимпешта Гледалаца: 11.360 Судије: Хорачек, Новотни (ЧЕШ) |
| 22. јануар 2022. 15:30 | Чепић Б. Вујовић 6 | (16:18) | Смитс 9   | МВМ арена, Будимпешта Гледалаца: 11.360 Судије: Хорачек, Новотни (ЧЕШ) |
| 22. јануар 2022. 15:30 | 3×                 | Детаљи  | 5×        | МВМ арена, Будимпешта Гледалаца: 11.360 Судије: Хорачек, Новотни (ЧЕШ) |

| 22. јануар 2022. 18:00 | Француска       | 21:29   | Исланд      | МВМ арена, Будимпешта Гледалаца: 11.394 Судије: Николов, Начевски (МКД) |
| 22. јануар 2022. 18:00 | три играча по 5 | (10:17) | Магнусон 10 | МВМ арена, Будимпешта Гледалаца: 11.394 Судије: Николов, Начевски (МКД) |
| 22. јануар 2022. 18:00 | 4× 1×           | Детаљи  | 3× 1×       | МВМ арена, Будимпешта Гледалаца: 11.394 Судије: Николов, Начевски (МКД) |

| 20. јануар 2022. 20:30 | Данска      | 27:25   | Хрватска | МВМ арена, Будимпешта Гледалаца: 11.412 Судије: Марин, Гарсија (ШПА) |
| 20. јануар 2022. 20:30 | М. Хансен 8 | (12:11) | Марић    | МВМ арена, Будимпешта Гледалаца: 11.412 Судије: Марин, Гарсија (ШПА) |
| 20. јануар 2022. 20:30 | 1×          | Детаљи  | 4× 2×    | МВМ арена, Будимпешта Гледалаца: 11.412 Судије: Марин, Гарсија (ШПА) |

| 24. јануар 2022. 15:30 | Исланд      | 22:23   | Хрватска | МВМ арена, Будимпешта Гледалаца: 4.552 Судије: Шулце, Тенис (НЕМ) |
| 24. јануар 2022. 15:30 | Торкелсон 6 | (12:10) | Лучин 6  | МВМ арена, Будимпешта Гледалаца: 4.552 Судије: Шулце, Тенис (НЕМ) |
| 24. јануар 2022. 15:30 | 2× 1×       | Детаљи  | 3× 1×    | МВМ арена, Будимпешта Гледалаца: 4.552 Судије: Шулце, Тенис (НЕМ) |

| 24. јануар 2022. 18:00 | Данска   | 35:23   | Холандија | МВМ арена, Будимпешта Гледалаца: 4.557 Судије: Николов, Начевски (МКД) |
| 24. јануар 2022. 18:00 | Гидсел 9 | (21:12) | Баиенс 6  | МВМ арена, Будимпешта Гледалаца: 4.557 Судије: Николов, Начевски (МКД) |
| 24. јануар 2022. 18:00 | 1×       | Детаљи  | 3×        | МВМ арена, Будимпешта Гледалаца: 4.557 Судије: Николов, Начевски (МКД) |

| 24. јануар 2022. 20:30 | Црна Гора    | 27:36   | Француска | МВМ арена, Будимпешта Гледалаца: 4.582 Судије: Куртагик, Ветервик (ШВЕ) |
| 24. јануар 2022. 20:30 | М. Вујовић 7 | (12:16) | Мем 7     | МВМ арена, Будимпешта Гледалаца: 4.582 Судије: Куртагик, Ветервик (ШВЕ) |
| 24. јануар 2022. 20:30 | 1×           | Детаљи  | 3× 1×     | МВМ арена, Будимпешта Гледалаца: 4.582 Судије: Куртагик, Ветервик (ШВЕ) |

| 26. јануар 2022. 15:30 | Црна Гора     | 24:34  | Исланд      | МВМ арена, Будимпешта Гледалаца: 5.200 Судије: Марин, Гарсија (ШПА) |
| 26. јануар 2022. 15:30 | М. Вујовић 11 | (8:17) | Магнусон 11 | МВМ арена, Будимпешта Гледалаца: 5.200 Судије: Марин, Гарсија (ШПА) |
| 26. јануар 2022. 15:30 | 4×            | Детаљи | 2× 1×       | МВМ арена, Будимпешта Гледалаца: 5.200 Судије: Марин, Гарсија (ШПА) |

| 26. јануар 2022. 18:00 | Холандија | 28:28   | Хрватска      | МВМ арена, Будимпешта Гледалаца: 5.275 Судије: Куртагик, Ветервик (ШВЕ) |
| 26. јануар 2022. 18:00 | Стеинс 6  | (15:13) | Мартиновић 12 | МВМ арена, Будимпешта Гледалаца: 5.275 Судије: Куртагик, Ветервик (ШВЕ) |
| 26. јануар 2022. 18:00 | 3×        | Детаљи  | 3× 2× 1×      | МВМ арена, Будимпешта Гледалаца: 5.275 Судије: Куртагик, Ветервик (ШВЕ) |

| 26. јануар 2022. 20:30 | Данска       | 29:30   | Француска     | МВМ арена, Будимпешта Гледалаца: 5.315 Судије: Хорачек, Новотни (ЧЕШ) |
| 26. јануар 2022. 20:30 | Киркелоке 10 | (17:12) | Дескат, Мем 8 | МВМ арена, Будимпешта Гледалаца: 5.315 Судије: Хорачек, Новотни (ЧЕШ) |
| 26. јануар 2022. 20:30 | 3×           | Детаљи  | 4× 1×         | МВМ арена, Будимпешта Гледалаца: 5.315 Судије: Хорачек, Новотни (ЧЕШ) |

### Група II
| Поз. | Репрезентација | О | П | Н | И | ГД  | ГП  | ГР  | Бод. | Квалификација           |
| ---- | -------------- | - | - | - | - | --- | --- | --- | ---- | ----------------------- |
| 1.   | Шпанија        | 5 | 4 | 0 | 1 | 138 | 130 | +8  | 8    | Полуфинале              |
| 2.   | Шведска        | 5 | 4 | 0 | 1 | 135 | 117 | +17 | 8    | Полуфинале              |
| 3.   | Норвешка       | 5 | 3 | 0 | 2 | 142 | 124 | +18 | 6    | Утакмица за пето мјесто |
| 4.   | Немачка        | 5 | 2 | 0 | 3 | 127 | 134 | -7  | 4    |                         |
| 5.   | Русија         | 5 | 1 | 1 | 3 | 129 | 136 | -7  | 3    |                         |
| 6.   | Пољска         | 5 | 0 | 1 | 4 | 128 | 157 | -29 | 1    |                         |

| 20. јануар 2022. 15:30 | Русија     | 23:29   | Шведска | Арена Ондреј Непела, Братислава Гледалаца: 1.667 Судије: Лах, Сок (СЛО) |
| 20. јануар 2022. 15:30 | Јермаков 5 | (13:16) | Ване 9  | Арена Ондреј Непела, Братислава Гледалаца: 1.667 Судије: Лах, Сок (СЛО) |
| 20. јануар 2022. 15:30 | 3× 1×      | Детаљи  | 1×      | Арена Ондреј Непела, Братислава Гледалаца: 1.667 Судије: Лах, Сок (СЛО) |

| 20. јануар 2022. 18:00 | Немачка       | 23:29   | Шпанија  | Арена Ондреј Непела, Братислава Гледалаца: 1.683 Судије: Бонавентура, Бонавентура (ФРА) |
| 20. јануар 2022. 18:00 | Гола, Цикер 4 | (12:14) | Македа 6 | Арена Ондреј Непела, Братислава Гледалаца: 1.683 Судије: Бонавентура, Бонавентура (ФРА) |
| 20. јануар 2022. 18:00 | 1×            | Детаљи  |          | Арена Ондреј Непела, Братислава Гледалаца: 1.683 Судије: Бонавентура, Бонавентура (ФРА) |

| 20. јануар 2022. 20:30 | Пољска    | 31:42   | Норвешка    | Арена Ондреј Непела, Братислава Гледалаца: 1.682 Судије: Брунер, Сала (ШВА) |
| 20. јануар 2022. 20:30 | Морито 10 | (15:21) | Бартхолд 10 | Арена Ондреј Непела, Братислава Гледалаца: 1.682 Судије: Брунер, Сала (ШВА) |
| 20. јануар 2022. 20:30 | 3× 1×     | Детаљи  | 6× 1×       | Арена Ондреј Непела, Братислава Гледалаца: 1.682 Судије: Брунер, Сала (ШВА) |

| 21. јануар 2022. 15:30 | Русија     | 25:26   | Шпанија  | Арена Ондреј Непела, Братислава Гледалаца: 2.021 Судије: Хансен, Мадсен (ДАН) |
| 21. јануар 2022. 15:30 | Санталов 6 | (11:12) | Касадо 7 | Арена Ондреј Непела, Братислава Гледалаца: 2.021 Судије: Хансен, Мадсен (ДАН) |
| 21. јануар 2022. 15:30 | 1×         | Детаљи  |          | Арена Ондреј Непела, Братислава Гледалаца: 2.021 Судије: Хансен, Мадсен (ДАН) |

| 21. јануар 2022. 18:00 | Пољска              | 18:28  | Шведска            | Арена Ондреј Непела, Братислава Гледалаца: 2.021 Судије: Павићевић, Ражнатовић (ЦГ) |
| 21. јануар 2022. 18:00 | Морито, Крајевски 5 | (6:14) | 3 играча по 4 гола | Арена Ондреј Непела, Братислава Гледалаца: 2.021 Судије: Павићевић, Ражнатовић (ЦГ) |
| 21. јануар 2022. 18:00 | 3×                  | Детаљи | 1×                 | Арена Ондреј Непела, Братислава Гледалаца: 2.021 Судије: Павићевић, Ражнатовић (ЦГ) |

| 21. јануар 2022. 20:30 | Немачка | 23:28   | Норвешка | Арена Ондреј Непела, Братислава Судије: Лак, Сок (СЛО) |
| 21. јануар 2022. 20:30 | Гола 4  | (12:14) | Тофт 7   | Арена Ондреј Непела, Братислава Судије: Лак, Сок (СЛО) |
| 21. јануар 2022. 20:30 | 2× 1×   | Детаљи  | 3×       | Арена Ондреј Непела, Братислава Судије: Лак, Сок (СЛО) |

| 23. јануар 2022. 15:30 | Пољска  | 29:29   | Русија      | Арена Ондреј Непела, Братислава Гледалаца: 1.984 Судије: Бонавентура, Бонавентура (ФРА) |
| 23. јануар 2022. 15:30 | Сићко 8 | (13:12) | Косоротов 8 | Арена Ондреј Непела, Братислава Гледалаца: 1.984 Судије: Бонавентура, Бонавентура (ФРА) |
| 23. јануар 2022. 15:30 | 5× 1×   | Детаљи  | 5× 1×       | Арена Ондреј Непела, Братислава Гледалаца: 1.984 Судије: Бонавентура, Бонавентура (ФРА) |

| 21. јануар 2022. 18:00 | Немачка  | 21:25   | Шведска | Арена Ондреј Непела, Братислава Гледалаца: 1.992 Судије: Брунер, Сала (ШВА) |
| 21. јануар 2022. 18:00 | Кустер 4 | (10:12) | Ване 6  | Арена Ондреј Непела, Братислава Гледалаца: 1.992 Судије: Брунер, Сала (ШВА) |
| 21. јануар 2022. 18:00 | 2×       | Детаљи  | 2×      | Арена Ондреј Непела, Братислава Гледалаца: 1.992 Судије: Брунер, Сала (ШВА) |

| 21. јануар 2022. 20:30 | Шпанија  | 23:27   | Норвешка   | Арена Ондреј Непела, Братислава Гледалаца: 1.992 Судије: Павићевић, Ражнатовић (ЦГ) |
| 21. јануар 2022. 20:30 | Македа 6 | (11:14) | Бартхолд 6 | Арена Ондреј Непела, Братислава Гледалаца: 1.992 Судије: Павићевић, Ражнатовић (ЦГ) |
| 21. јануар 2022. 20:30 | 2×       | Детаљи  | 6× 1×      | Арена Ондреј Непела, Братислава Гледалаца: 1.992 Судије: Павићевић, Ражнатовић (ЦГ) |

| 25. јануар 2022. 15:30 | Пољска   | 27:28   | Шпанија        | Арена Ондреј Непела, Братислава Гледалаца: 1.432 Судије: Лах, Сок (СЛО) |
| 25. јануар 2022. 15:30 | Морито 6 | (13:14) | Касадо, Соле 4 | Арена Ондреј Непела, Братислава Гледалаца: 1.432 Судије: Лах, Сок (СЛО) |
| 25. јануар 2022. 15:30 | 1× 2×    | Детаљи  | 1×             | Арена Ондреј Непела, Братислава Гледалаца: 1.432 Судије: Лах, Сок (СЛО) |

| 25. јануар 2022. 18:00 | Немачка | 30:29   | Русија      | Арена Ондреј Непела, Братислава Гледалаца: 1.443 Судије: Павићевић, Ражнатовић (ЦГ) |
| 25. јануар 2022. 18:00 | Гола 6  | (16:12) | Косоротов 8 | Арена Ондреј Непела, Братислава Гледалаца: 1.443 Судије: Павићевић, Ражнатовић (ЦГ) |
| 25. јануар 2022. 18:00 | 2× 1×   | Детаљи  | 3×          | Арена Ондреј Непела, Братислава Гледалаца: 1.443 Судије: Павићевић, Ражнатовић (ЦГ) |

| 25. јануар 2022. 20:30 | Шведска | 24:23  | Норвешка   | Арена Ондреј Непела, Братислава Гледалаца: 1.448 Судије: Хансен, Мадсен (ДАН) |
| 25. јануар 2022. 20:30 | Кринц 6 | (9:14) | Рајнкинд 6 | Арена Ондреј Непела, Братислава Гледалаца: 1.448 Судије: Хансен, Мадсен (ДАН) |
| 25. јануар 2022. 20:30 | 3×      | Детаљи | 4×         | Арена Ондреј Непела, Братислава Гледалаца: 1.448 Судије: Хансен, Мадсен (ДАН) |

## Елиминациона фаза
|  | Полуфинала | Полуфинала |                          |    | Финале | Финале |
|  |            |            |                          |    |        |        |
|  | 28. јануар |            |                          |    |        |        |
|  |            |            |                          |    |        |        |
|  | Француска  | 33         |                          |    |        |        |
|  | Француска  | 33         | 30. јануар               |    |        |        |
|  | Шведска    | 34         |                          |    |        |        |
|  | Шведска    | 34         | Шведска                  | 27 |        |        |
|  | 28. јануар |            | Шведска                  | 27 |        |        |
|  |            | Шпанија    | 26                       |    |        |        |
|  | Шпанија    | Шпанија    | 26                       | 29 |        |        |
|  | Шпанија    |            |                          | 29 |        |        |
|  | Данска     | 25         |                          |    |        |        |
|  | Данска     | 25         | Утакмица за треће мјесто |    |        |        |
|  |            |            |                          |    |        |        |
|  | 30. јануар |            |                          |    |        |        |
|  |            |            |                          |    |        |        |
|  | Француска  | 32         |                          |    |        |        |
|  | Француска  | 32         |                          |    |        |        |
|  | Данска     | 35         |                          |    |        |        |

### Полуфинала
| 28. јануар 2022. 18:15 | Шпанија  | 29:25   | Данска      | МВМ арена, Будимпешта Гледалаца: 7.286 Судије: Николов, Начевски (МКД) |
| 28. јануар 2022. 18:15 | Гомез 11 | (13:14) | М. Хансен 8 | МВМ арена, Будимпешта Гледалаца: 7.286 Судије: Николов, Начевски (МКД) |
| 28. јануар 2022. 18:15 | 4× 1×    | Детаљи  | 3× 1×       | МВМ арена, Будимпешта Гледалаца: 7.286 Судије: Николов, Начевски (МКД) |

| 28. јануар 2022. 20:45 | Француска     | 33:34   | Шведска      | МВМ арена, Будимпешта Гледалаца: 7.306 Судије: Лах, Сок (СЛО) |
| 28. јануар 2022. 20:45 | Дескат, Мин 8 | (14:17) | Готфридсон 9 | МВМ арена, Будимпешта Гледалаца: 7.306 Судије: Лах, Сок (СЛО) |
| 28. јануар 2022. 20:45 | 3× 1×         | Детаљи  | 4× 1×        | МВМ арена, Будимпешта Гледалаца: 7.306 Судије: Лах, Сок (СЛО) |

### Утакмица за пето мјесто
| 28. јануар 2022. 15:30 | Исланд      | 33:34 (прод.) | Норвешка  | МВМ арена, Будимпешта Гледалаца: 7.165 Судије: Марин, Гарсија (ШПА) |
| 28. јануар 2022. 15:30 | Магнусон 10 | (12:16)       | Сагосен 8 | МВМ арена, Будимпешта Гледалаца: 7.165 Судије: Марин, Гарсија (ШПА) |
| 28. јануар 2022. 15:30 | 4× 2×       | Детаљи        | 4× 1×     | МВМ арена, Будимпешта Гледалаца: 7.165 Судије: Марин, Гарсија (ШПА) |

### Утакмица за треће мјесто
| 30. јануар 2022. 15:30 | Француска | 32:35 (прод.) | Данска  | МВМ арена, Будимпешта Гледалаца: 10.021 Судије: Хорачек, Новотни (ЧЕШ) |
| 30. јануар 2022. 15:30 | Мае 8     | (14:13)       | Холм 10 | МВМ арена, Будимпешта Гледалаца: 10.021 Судије: Хорачек, Новотни (ЧЕШ) |
| 30. јануар 2022. 15:30 | 4× 1×     | Детаљи        | 2×      | МВМ арена, Будимпешта Гледалаца: 10.021 Судије: Хорачек, Новотни (ЧЕШ) |

### Финале
| 30. јануар 2022. 18:15 | Шведска             | 27:26   | Шпанија           | МВМ арена, Будимпешта Гледалаца: 14.238 Судије: Шулце, Тенис (НЕМ) |
| 30. јануар 2022. 18:15 | Бергендал, Екберг 5 | (12:13) | Фигуерас, Гомес 6 | МВМ арена, Будимпешта Гледалаца: 14.238 Судије: Шулце, Тенис (НЕМ) |
| 30. јануар 2022. 18:15 | 3× 2×               | Детаљи  | 4×                | МВМ арена, Будимпешта Гледалаца: 14.238 Судије: Шулце, Тенис (НЕМ) |

## Коначни поредак
| Место | Репрезентација      |
| ----- | ------------------- |
|       | Шведска             |
| 2     | Шпанија             |
| 3     | Данска              |
| 4     | Француска           |
| 5     | Норвешка            |
| 6     | Исланд              |
| 7     | Немачка             |
| 8     | Хрватска            |
| 9     | Русија              |
| 10    | Холандија           |
| 11    | Црна Гора           |
| 12    | Пољска              |
| 13    | Чешка               |
| 14    | Србија              |
| 15    | Мађарска            |
| 16    | Словенија           |
| 17    | Белорусија          |
| 18    | Словачка            |
| 19    | Португалија         |
| 20    | Аустрија            |
| 21    | Литванија           |
| 22    | Северна Македонија  |
| 23    | Босна и Херцеговина |
| 24    | Украјина            |

|  | Квалификован за Свјетско првенство 2023. и за Европско првенство 2024. |